# Campionato sudamericano di rugby 2010
Il campionato sudamericano di rugby 2010 (in spagnolo Sudamericano de Rugby 2010; in portoghese Campeonato Sul-Americano de Rugby de 2010) fu il 32º campionato continentale del Sudamerica di rugby a 15.
La sua prima divisione si tenne in Uruguay dal 13 al 23 maggio 2010 tra cinque squadre nazionali e fu vinta dall'Argentina, con la sua formazione A, per la trentunesima volta, ventesima consecutiva.
Gli incontri si tennero tutti a Santiago del Cile; la formula adottata fu, come quella dell'anno prima, del girone unico tra le quattro sfidanti l'Argentina campione uscente (Brasile, Cile, Uruguay e Paraguay) a disputarsi la coppa Attilio Rienzi, che fu vinta dall'Uruguay.
La squadra vincitrice e la seconda classificata di tale girone, il Cile, affrontarono l'Argentina, presentatasi al torneo con la formazione Jaguares, ovvero la nazionale A in un ulteriore girone unico in cui il risultato utile tra Cile e Uruguay ai fini della classifica era quello maturato durante la Coppa Rienzi.
Gli argentini vinsero entrambi gli incontri e si aggiudicarono il loro trentunesimo titolo su trentadue edizioni.
Il Sudamericano “B” si tenne a Medellín, in Colombia, a ottobre dello stesso anno, e fu vinto dal Perù.
Il valore delle marcature, come stabilito dall’IRFB nel 1992, era: 5 punti per ciascuna meta (7 se trasformata), 3 punti per la realizzazione di ciascun calcio piazzato, idem per il drop.
Per tutte le fasi e divisioni del torneo il sistema previde 3 punti per la vittoria, 1 per il pareggio e 0 per la sconfitta.

## Squadre partecipanti
| Sudamericano “A” | Sudamericano “B” |
| ---------------- | ---------------- |
| Argentina        | Colombia         |
| Brasile          | Costa Rica       |
| Cile             | Perù             |
| Paraguay         | Venezuela        |
| Uruguay          |                  |

## Sudamericano "A"

### 1ª giornata
| Arbitro: | Jaime Vial |

|                |      |                                |
| Gregg Portugal | mt   | Freitas Deicas Grignola Mieres |
|                | c.p. | Caffera (2)                    |

| Arbitro: | Gustavo Gerbasi |

|                                           |      |            |
| de la Fuente Gerhard (2) Onetto Schachner | mt   |            |
| Valderrama (4)                            | tr   |            |
| Valderrama (3)                            | c.p. | Duarte (2) |

### 2ª giornata
| Arbitro: | Felipe Balbontín |

|                  |      |                                             |
| Ballasch Cuttier | mt   | Corral (2) Crosa Espiga (2) Lewis Ruffalini |
| Llamosas (2)     | tr   | Caffera (3)                                 |
|                  | c.p. | Caffera                                     |
|                  | drop | Caffera                                     |

| Arbitro: | Gustavo Gerbasi |

|                            |      |          |
| Brangier Cabrera Westeneck | mt   | Sorribes |
| Herrera Valderrama         | tr   |          |
| Herrera Valderrama (2)     | c.p. | L. Duque |
| Onetto                     | drop |          |

### 3ª giornata
| Arbitro: | Jaime Vial |

|                           |      |                |
| L. Duque Gregg Krahembuhl | mt   | Nasser Sarrubi |
| L. Duque                  | tr   | Duarte         |
| L. Duque (2)              | c.p. | Duarte (2)     |

| Arbitro: | Andrés Ramos |

|                |      |                     |
| Schachner      | mt   | Leivas (3) Martínez |
| Valderrama     | tr   | Caffera (2)         |
| Valderrama (4) | c.p. | Caffera (4)         |

#### Classifica coppa Atilio Rienzi
| Pos | Squadra  | G | V | N | P | PF  | PS  | DP  | Pt |
| --- | -------- | - | - | - | - | --- | --- | --- | -- |
| 1   | Uruguay  | 3 | 3 | 0 | 0 | 109 | 43  | +66 | 9  |
| 2   | Cile     | 3 | 2 | 0 | 1 | 92  | 50  | +42 | 7  |
| 3   | Brasile  | 3 | 1 | 0 | 2 | 41  | 75  | −34 | 5  |
| 4   | Paraguay | 3 | 0 | 0 | 3 | 38  | 112 | −74 | 3  |

### 4ª giornata
| Arbitro: | Javier Mancuso |

|                                               |    |  |
| Smidt Borges Viazzo H. Agulla B. Agulla Bruno | mt |  |
| Mieres (3) Urdapilleta                        | tr |  |

### 5ª giornata
| Arbitro: | Gustavo Gerbasi |

|                                                                   |      |            |
| Tetaz Chaparro Báez Ascárate Guzmán J. Imhoff (2) Merello Sánchez | mt   |            |
| Mieres (3) Sánchez                                                | tr   |            |
|                                                                   | c.p. | Valderrama |

#### Classifica Sudamericano "A"
| Pos | Squadra     | G | V | N | P | PF | PS | DP  | Pt |
| --- | ----------- | - | - | - | - | -- | -- | --- | -- |
| 1   | Argentina A | 2 | 2 | 0 | 0 | 86 | 9  | +77 | 6  |
| 2   | Uruguay     | 2 | 1 | 0 | 1 | 36 | 57 | −21 | 4  |
| 3   | Cile        | 2 | 0 | 0 | 2 | 28 | 84 | −56 | 2  |

## Sudamericano "B"

### Risultati
| Data       | Incontro               | Risultato | Sede     |
| ---------- | ---------------------- | --------- | -------- |
| 24-10-2010 | Colombia ― Costa Rica  | 61-6      | Medellín |
| 25-10-2010 | Perù ― Venezuela       | 13-5      | Medellín |
| 27-10-2010 | Costa Rica ― Venezuela | 6-29      | Medellín |
| 27-10-2010 | Colombia ― Perù        | 7-21      | Medellín |
| 30-10-2010 | Costa Rica ― Perù      | 5-61      | Medellín |
| 30-10-2010 | Colombia ― Venezuela   | 26-28     | Medellín |

### Classifica
|  | Classifica | G | V | N | P | PF | PS  | P±   | PT |
|  | ---------- | - | - | - | - | -- | --- | ---- | -- |
|  | Perù       | 3 | 3 | 0 | 0 | 95 | 14  | +81  | 9  |
|  | Venezuela  | 3 | 2 | 0 | 1 | 59 | 45  | +14  | 6  |
|  | Colombia   | 3 | 1 | 0 | 2 | 94 | 55  | +39  | 3  |
|  | Costa Rica | 3 | 0 | 0 | 3 | 17 | 151 | -134 | 0  |